# محمد صدیق بن‌یحیی
محمد صدیق بن‌یحیی (۳۰ ژانویه ۱۹۳۲ – ۳ مه ۱۹۸۲) سیاستمدار اهل الجزایر و ملی‌گرای مبارز در طول جنگ الجزایر بود. پس از استقلال الجزایر، وی وزیر اطلاعات (۱۹۷۷–۱۹۶۷)، آموزش عالی (۱۹۷۱–۱۹۹۷)، امور دارایی (۱۹۷۷–۱۹۷۹) و امور خارجه (۱۹۷۹ – ۱۹۸۲) شد.

## سرگذشت
وی در ۳۰ ژانویه ۱۹۳۲ در جیجل متولد شد. در طول جنگ الجزایر، وی به عنوان یک وکیل جوان در مبارزه برای استقلال کشورش نقشی فعال ایفا کرد. وی دبیرکل ریاست جمهوری دولت موقت جمهوری الجزایر (GPRA) و عضو هیئت الجزایر در مذاکرات با دولت فرانسه در اویان در سال ۱۹۶۲ بود. وی مسئولیت ریاست جلسه CNRA در طرابلس (لیبی) در سال ۱۹۶۲ را بر عهده داشت. وی پس از استقلال کشورش، سفیر الجزایر در مسکو و لندن شد. او هدایت تیم الجزایر را که کارگزار عهدنامه ۱۹۸۱ الجزایر بود؛ را بر عهده داشت.

## وزارتخانه‌هایی که او خدمت کرد
- وزیر اطلاعات از سال ۱۹۶۷ تا سال ۱۹۷۱، زمانی که نخستین مراسم جنبش پان‌آفریقا را برپا کرد.
- وزیر آموزش عالی و تحقیقات علمی از سال ۱۹۷۱ تا سال ۱۹۷۷.
- وزیر دارایی از سال ۱۹۷۷ تا سال ۱۹۷۹.
- وزیر امور خارجه از سال ۱۹۷۹ تا زمان مرگش.

## مرگ
در تاریخ ۳ مه ۱۹۸۲، هواپیمای او در طول مأموریت میانجیگری خود در جنگ ایران و عراق در مرز ایران و ترکیه سرنگون شد. ایران و عراق، مسئولیت این اقدام را نپذیرفتند.
سال‌ها بعد، صالح قوجیل، وزیر ترابری وقت الجزایر که مسئول بررسی حادثه بود اعلام کرد، با بررسی بقایای هواپیما، قطعاتی از یک موشک ساخت شوروی به همراه سریال ساخت آن یافت شد و مقامات شوروی نیز تأیید کرده‌اند که این موشک به نیروی هوایی عراق فروخته شده‌است. قوجیل همچنین معتقد است که با توجه به رفتار صدام و مقامات عراقی در مورد این موضوع، شلیک به این هواپیما، تعمدی بوده و به دستور صدام حسین انجام گرفته‌است. در سال ۲۰۱۸ سرلشکر خالد نزار، وزیر دفاع وقت الجزایر نیز با تأیید گفته‌های قوجیل، اعلام کرد که این هواپیما توسط یک موشک هوابه‌هوای شلیک شده توسط جنگنده عراقی ساقط شده و رئیس‌جمهور الجزایر، شاذلی بن جدید روی آن سرپوش گذاشته‌است. بن یحیی در سال ۱۹۸۱ از حادثه سقوط هواپیمای خود در مالی، جان سالم به در برده بود.